# Dongfeng (família de mísseis)

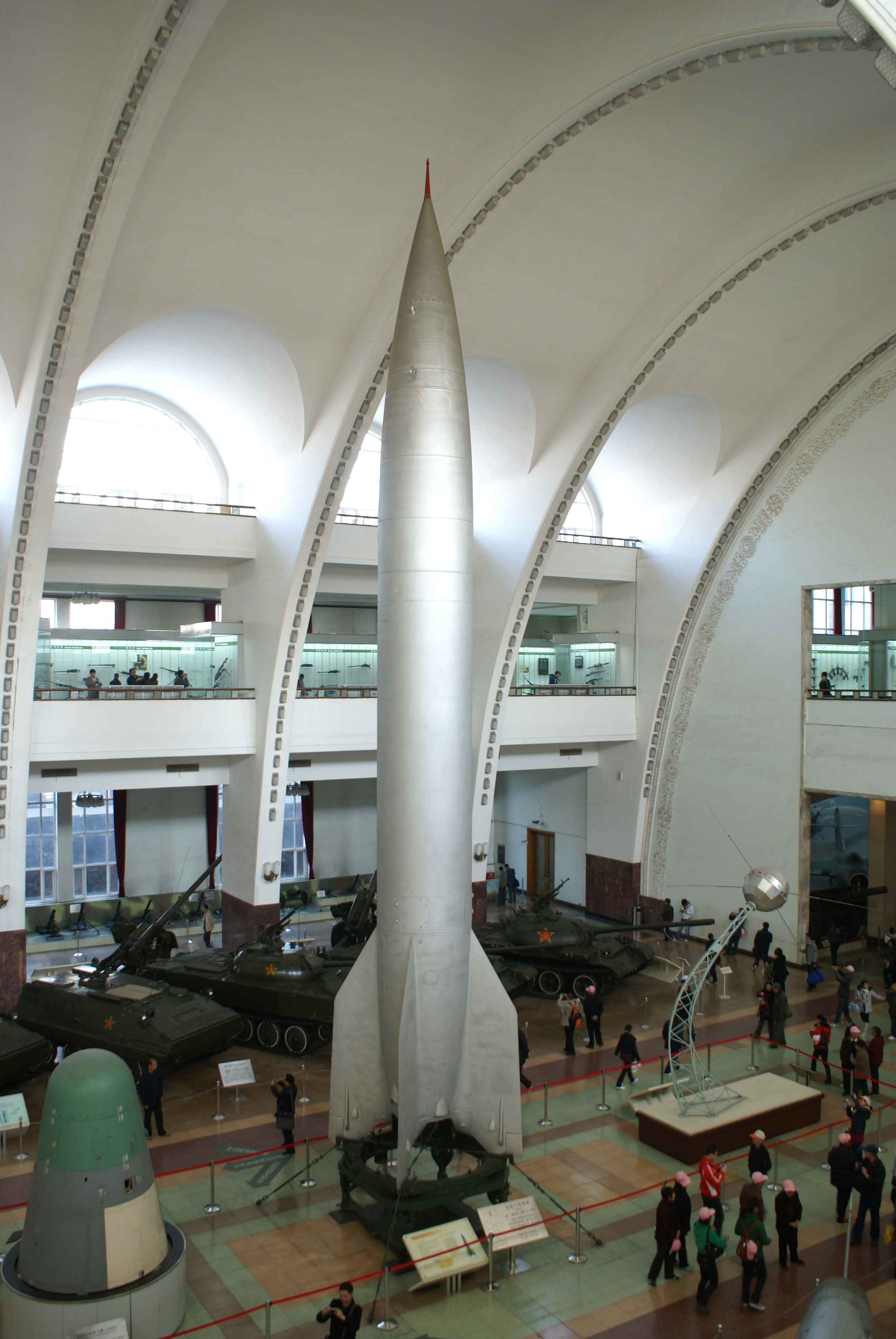
Dongfeng 1

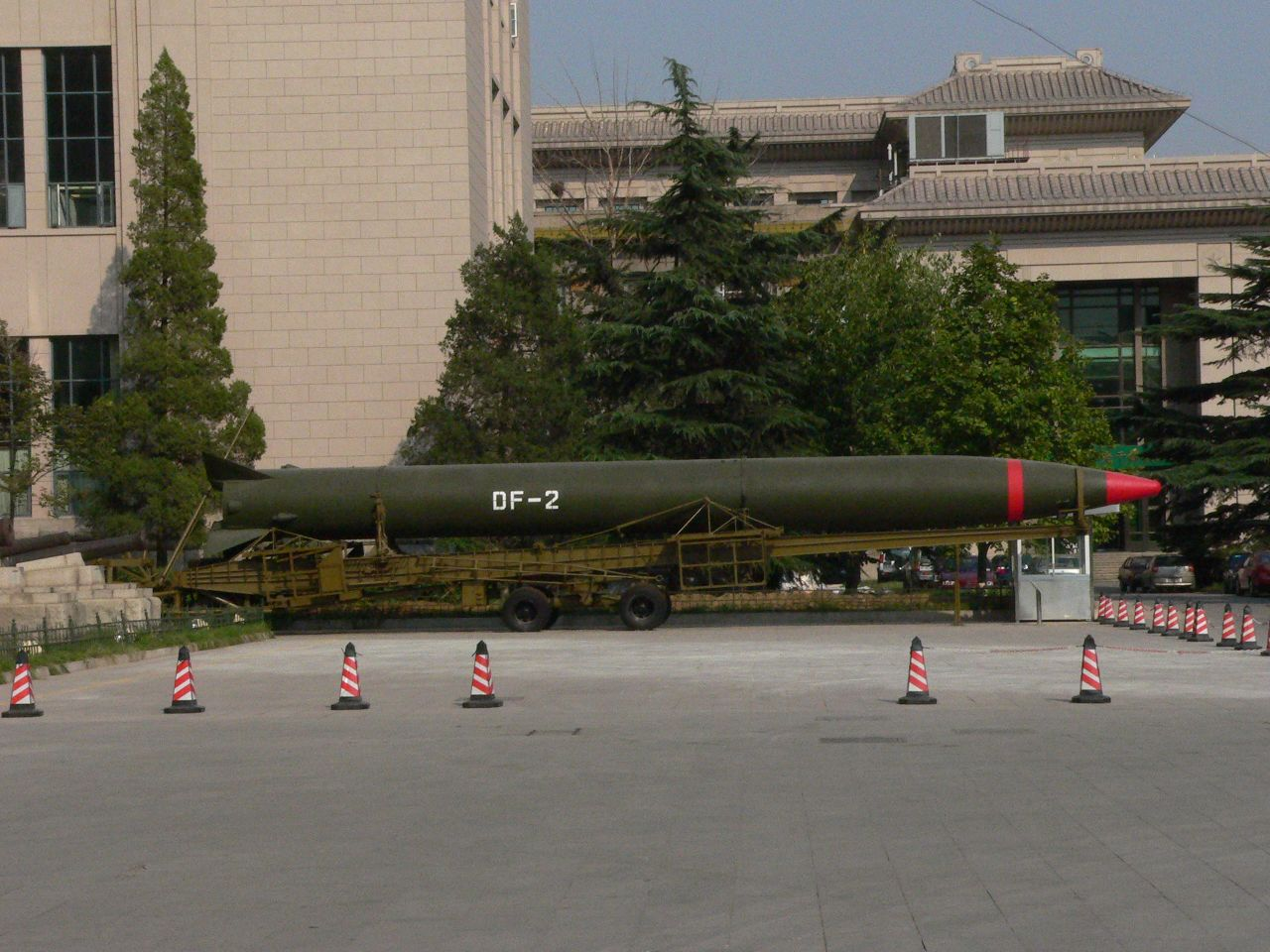
Dongfeng 2 (CSS-1)

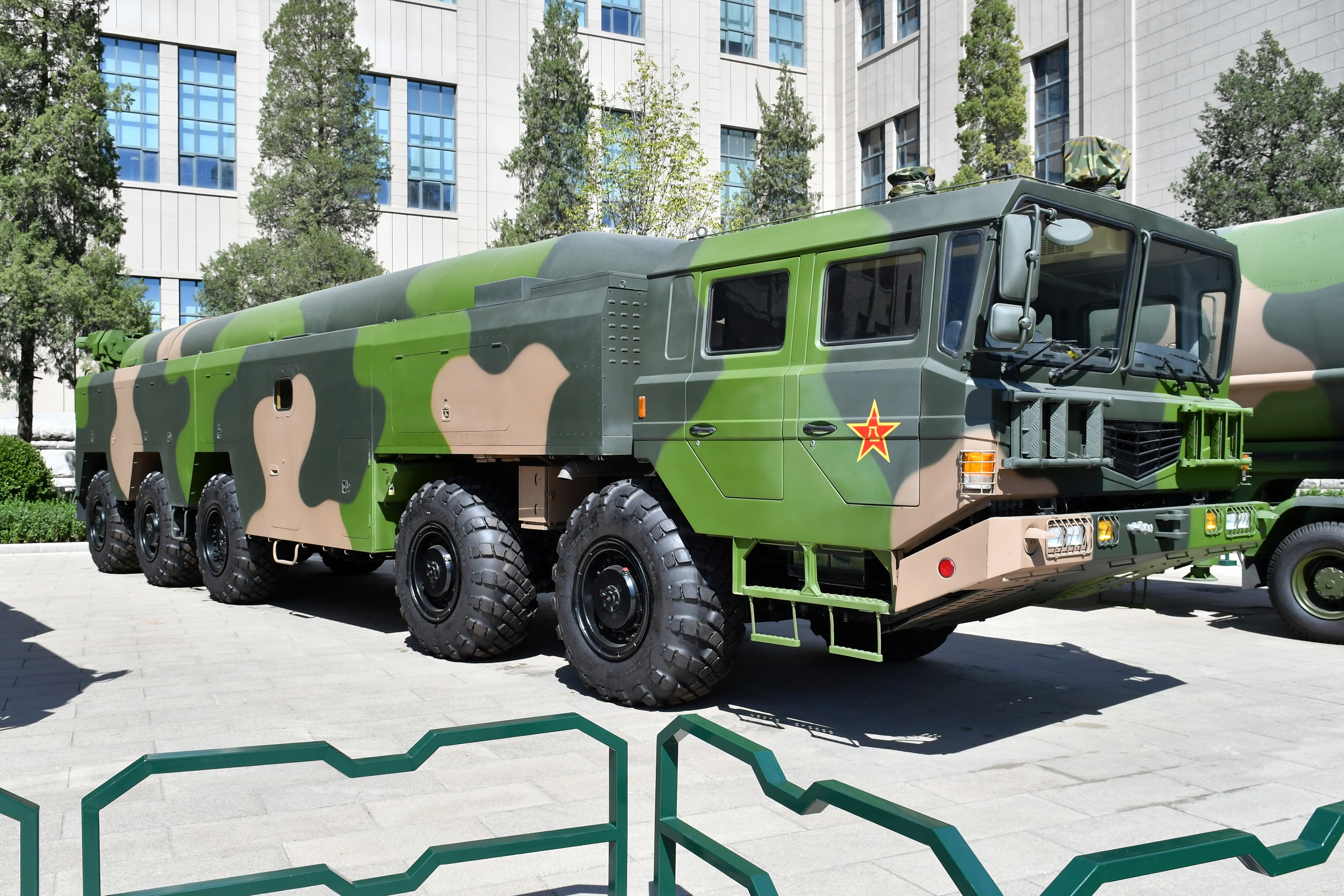
DF-16

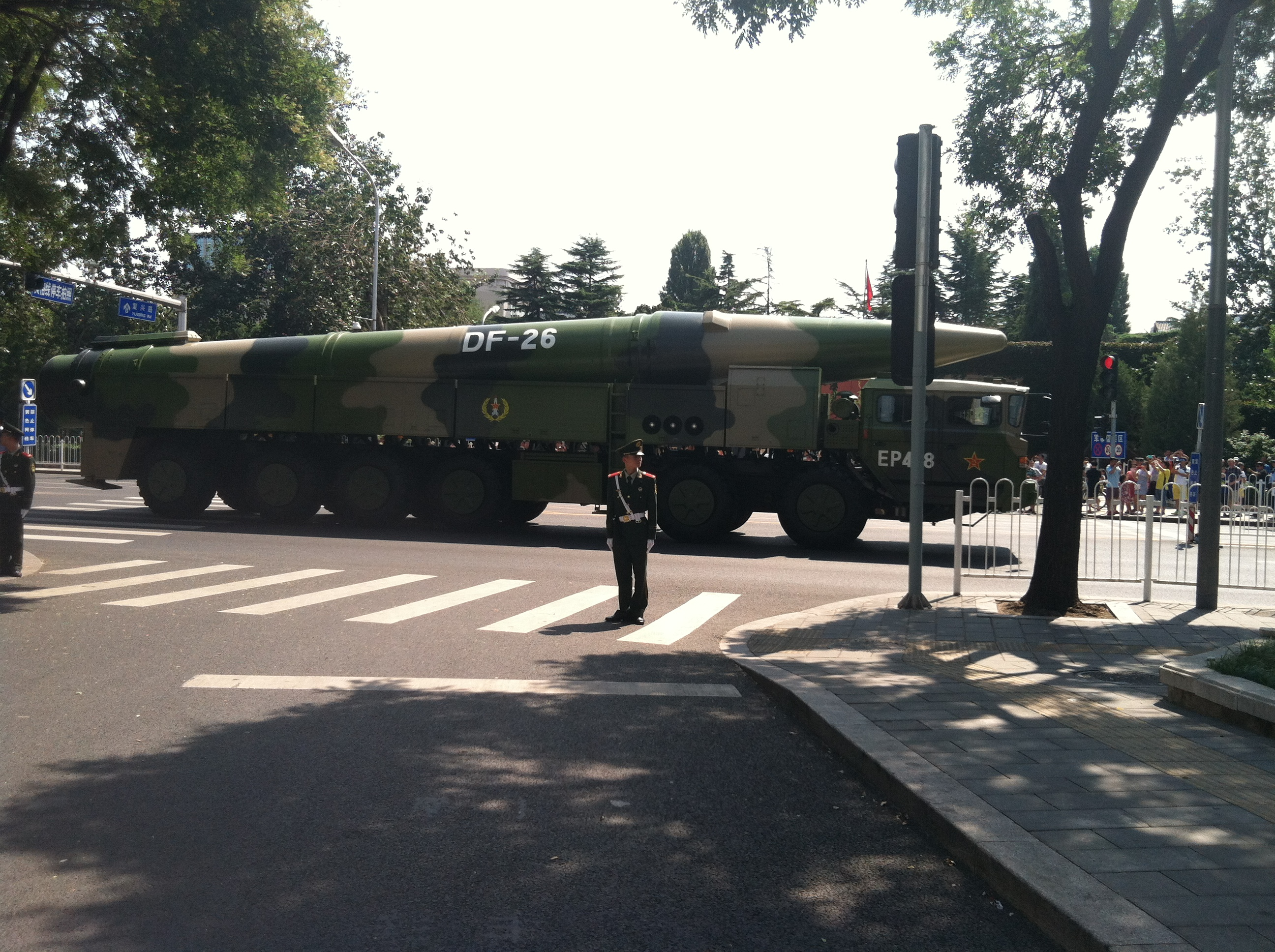
DF-26

Dongfeng (chinês tradicional: 東風, chinês simplificado: 东风, lit. ‘Vento Leste’) é a designação de uma família de mísseis balísticos de alcance intermediário e intercontinental, operados pela República Popular da China. Em geral a palavra Dongfeng é abreviada para "DF", assim sendo, "Dongfeng 5" é abreviado para "DF-5".
Depois da assinatura do Tratado de Amizade, Aliança e Assistência Mútua Sino-Soviético em 1950, a União Soviética prestou assistência à China na área de pesquisa e desenvolvimento militar, com treinamento, documentação técnica, equipamento fabril e licença de produção de armamentos soviéticos. Na área de mísseis balísticos, os Soviéticos transferiram mísseis: R-1 (SS-1), R-2 (SS-2), e R-11F para a China.
Os primeiros mísseis balísticos chineses, eram baseados nos projetos soviéticos. Desde então, a China fez muitos avanços na área de pesquisa e desenvolvimento não só na área militar com os mísseis, como também na área espacial com veículos lançadores. Os veículos da família Longa Marcha, tem suas origens na família de mísseis Dongfeng.

## Modelos
- Dongfend 1 (SS-2)
- Dongfend 2 (CSS-1)
- Dongfend 3 (CSS-2)
- Dongfend 4 (CSS-3)
- Dongfend 5 (CSS-4)
- Dongfend 11 (CSS-7)
- Dongfend 15 (CSS-6)
- Dongfend 16 (CSS-11)
- Dongfend 21 (CSS-5)
- Dongfend 25
- Dongfend 31 (CSS-10)
- Dongfend 41 (CSS-X-10)